# Tóvölgyi Béla
Tóvölgyi Béla (Vitályos) (Felsőcsernáton, 1850. december 24. – Szeged, 1923. május 29.) színész, színigazgató.

## Életpályája
Vidéken dolgozott; hosszú ideig szerepelt Krecsányi Ignác társulatában. Színtársulatot is vezetett. 1903–1905 között és 1906–1907 között a kolozsvári színház tagja volt. 1908. január 1-től Kolozsváron élt, mint nyugdíjas.
Epizódszerepeket alakított.

## Családja
Neje, Dobay Erzsi színésznő (1852–1905) volt. Lánya, Tóvölgyi Margit (1875-?) színésznő volt.